# Kreutzova družina kometov
Kreutzova družina kometov ali Kreutzovi blizusončevi kometi so kometi družine, ki na svoji poti v periheliju (prisončju) pridejo v bližino Sonca. To je torej skupina blizusončevih kometov.
Verjetno so ostanek nekega velikega kometa, ki je pred nekaj stoletji razpadel. 
Kometi se imenujejo po nemškem astronomu Heinrichu Kreutzu (1854–1907), ki je prvi pokazal, da so blizusončevi kometi povezani.
Velik del kometov iz Kreutzovove družine spada med Vélike komete, ki jih občasno vidimo v bližini Sonca tudi podnevi. Zadnji Véliki komet je bil Komet Ikeya-Seki v letu 1965, ki je bil tudi najsvetlejši komet v prejšnjem tisočletju.
Nekaj sto manjših kometov so odkrili s pomočjo satelita SOHO, ki deluje od leta 1995. Nobeden od teh manjših kometov ne preživi prehoda prisončja. Tudi ljubiteljski astronomi so bili zelo uspešni v iskanju kometov iz Kreutzove družine, saj so bili podatki dosegljivi v realnem času tudi na internetu.
Izgleda, da je na poti proti Soncu že druga skupina svetlih Kreutzovih blizusončevih kometov. V naslednji desetletjih bo verjetno človeštvo priča podobnim pojavom kot leta 1965.

## Odkritje in opazovanja
Prvi komet za katerega se ve, da je prišel Soncu zelo blizu, je bil Veliki komet iz leta 1680. Ta komet je letel samo 200.000 km (0,0013 a.e.) nad površino Sonca. To je polovica razdalje med Zemljo in Luno.
Tako je postal prvi znani blizusončev komet, oddaljenost perihelija je bila samo 1,3 Sončevega polmera. Mnogi astronomi, med njimi tudi Edmond Halley so predvidevali, da je bil ta komet isti kot komet iz leta 1106.
Leta 1843 se je pojavil nov Veliki komet, ki je potoval zelo blizu Sonca. Kljub temu, da so ugotovili, da ima obhodno dobo nekaj stoletij, so bili astronomi prepričani, da je to isti komet kot tisti iz leta 1680. Svetel komet, ki so ga videli leta 1880 se je gibal sloraj po enaki tirnici kot komet iz leta 1843, kar bi pomenilo, da je to komet iz leta 1882. Nekateri astronomi so trdili, da so vsi kometi v resnici en komet, ki se mu je tirnica močno spremenila.
Druga teorija pa je predvidevala, da so vsi kometi ostanki nekega blizusončevega kometa.
To se predvidevali že leta 1880. Predvidevanja je potrdil razpad Velikega kometa leta 1882 med prehodom prisončja.
V letu 1880 je Heinrich Kreutz objavil svojo ugotovitev, da so kometi iz let 1843, 1880 in 1882 verjetno deli večjega kometa, ki je razpadel že prej. Komet iz leta 1680 pa ni pripadal tej skupini kometov.
Po pojavu kometa v letu 1887 (C/1887 B1 Veliki južni komet) se ni pojavil noben komet vse do leta 1945. Naslednji blizusončevi kometi so se pojavili v 60. letih, to sta bila kometa Pereyra v letu 1963 in Ikeya-Seki, ki je bil zelo svetel v letu 1965. Po prehodu prisončja pa sta razpadla.

## Pomembnejši člani Kreutzove družine blizusončevih kometov
Najlepši kometi so bili Veliki komet iz leta 1843, Veliki komet iz leta 1882 in Komet Ikeya-Seki. Pomemben je tudi Komet mrka iz leta 1882.

### Veliki komet iz leta 1843
Veliki komet iz leta 1843 so najprej opazili v začetku februarja leta 1843. To je bilo samo tri tedne po kometovem prehodu prisončja. 27. februarja je bil viden že podnevi.
Opazovalci poročajo, da so videli od 2 do 3° dolg rep, ki je bil usmerjen proč od Sonca. Po prehodu prisončja se je pojavljal na jutranjem nebu.. V tem času je razvil izredno dolg rep, ki se je raztezal tudi do 45° daleč in je bil 2° širok. 
Izračunali so, da je bil rep dolg več kot 300 milijonov km (2 a.e.). Ta komet je imel najdaljši rep vse do leta 2000, ko so pri kometu Hyakutake izmerili dolžino repa 550 milijonov km.
Komet je bil izredno lep do začetka marca, ko je pričel ugašati. V začetku aprila ni bil več viden s prostim očesom.
Nazadnje so ga videli 20. aprila. Komet je imel velik vpliv na ljudi, ki so mislili, da se bliža sodni dan.

### Komet mrka iz leta 1882
Skupina opazovalcev se je zbrala v Egiptu, da bi opazovali Sončev mrk v maju 1882. Bili so zelo presenečeni, ko so opazili med popolnim zakritjem Sonca svetlo črto blizu Sonca. Slučajno je mrk sovpadal s prehodom kometa skozi prisončje. Če se to ne bi zgodilo, kometa sploh ne bi oapzili. Opazovanje med mrkom je bila edina možnost, da se komet vidi. Med samim mrkom se je komet precej premaknil, ker je imel hitrost okoli 500 km/s.
Ta komet včasih imenujejo tudi Tewfik po Tevfik paši iz Egipta.

### Veliki komet iz leta 1882
Veliki komet iz leta 1882 je odkrilo več neodvisnih opazovalcev, ker je bil dobro viden s prostim očesom že v začetku septembra, to je pred prehodom prisončja. Postal je tako svetel, da se je dva dni videl podnevi (tudi, če je bilo rahlo oblačno).
Po prehodu prisončja je ostal svetel še nekaj tednov. V oktobru je jedro kometa najprej razpadlo na dva dela, potem pa na štiri. Nekateri opazovalci so poročali, da so videli nekaj stopinj od jedra svetle lise.
Deli kometa so tako daleč narazen, da so bodo vrnili z razliko okoli stoletja, to je okoli 670 in 960 let po razpadu.

### Komet Ikeya-Seki
Komet Ikeya-Seki je eden izmed zadnjih svetlih kometov iz Kreutzove družine blizusončevih kometov. Odkrila sta ga dva japonska astronoma Kaoru Ikeya in Cutomu Seki 18. septembra 1965, ki sta tudi takoj ugotovila, da novi komet pripada Kreutzovi družini blizusončevih kometov.
Komet je postajal vse svetlejši, ko se je približeval Soncu. 15. oktobra je dosegel magnitudo 2. Prisončje je preletel 21. oktobra. Opazovalci so ga videli tudi podnevi.
Nekaj ur pred prehodom prisončja je dosegel vidno magnitudo od -10 do -11, kar je pomenilo, da je bil svetlejši od kateregakoli kometa po letu 1106. Dan po prehodu prisončja je njegova magnituda padla na -4.
Japonski astronomi so ugotovili, da je komet razpadel na tri dele samo 30 minut pred prehodom prisončja. Ko se je komet pojavil naslednji dan na jutranjem nebu, so lepo videli dva delca, za tretjega pa niso bili prepričani, da ga vidijo. Komet je razvil velikanski rep, ki se je raztezal okoli 25° v dolžino. Nazadnje so ga opazili še v januarju 1966.

## Razvoj Kreutzovih kometov
Prvo raziskavo, ki je bila namenjana odkrivanju zgodovine celotne družine, je opravil britanski astronom Brian Geoffrey Marsden (rojen 1937) v letu 1967. Poskušal je ugotoviti zgodovino celotne družine in najti osnovno telo, iz katerega je nastala družina.
Skoraj vsi do leta 1965 znani člani družine so imeli podoben naklon tira okoli 144° in tudi podobne vrednosti za longitudo prisončja okoli 280 do 282° (z nekaj izjemami, ki pa so verjetno bile posledica netočnih podatkov).
Nekaj večjih razlik je bilo pri argumentu periapside in dolžini dvižnega vozla.
Marsden je ugotovil, da lahko Kreutzove komete razdeli na dve skupini, ki sta nastali pri razpadu nekega kometa pri več kot samo enem prehodu prisončja.
Pri raziskovanju tirnice kometa Ikeya-Seki in Velikega kometa iz leta 1882, je Marsden ugotovil, da je bila pri prejšnjem prehodu prisončja razlika med njunima tirnicama približno enaka kot je bila razlika med tirnicama delov kometa Ikeya-Seki po razpadu.
Zaradi tega je predpostavil, da sta kometa nastala pri razpadu večjega kometa pri prejšnjem prehodu prisončja. To pa je bilo leta 1106, ko se je pojavil Veliki komet iz leta 1106. To je potrdil tudi z izračunom obhodne dobe za komet Ikeya-Seki, ki je dala kot zadnji prehod prisončja skoraj natančen čas pojava kometa iz leta 1106.
Izgleda kot, da so kometi iz let 1668, 1689, 1702 in 1945 tesno povezani s kometi iz let 1882 in 1965.
Njihove tirnice še niso tako dobro določene za preteklost, da bi lahko z gotovostjo trdili, da so nastali z razpadom kometa v letu 1106 ali v katerem prejšnjih prehodov prisončja, kar bi lahko bilo v 3. ali 5. stoletju.
Ta skupina kometov je znana kot podskupina II.
Komet White-Ortiz-Bolelli, ki so ga opazili leta 1970 bi bolj spadal v to podskupino kot pa v podskupino I. Izgleda pa, kot da se je odlomil od jedra pri nekem prehodu prisončja prej iz nekega drugega dela kometa.
Blizusončeva kometa iz leta 1843 (Veliki komet iz leta 1843) in leta 1963 (Komet Pereyra) pa izgleda kot, da izhajata iz podskupine I. Elementi njunih tirnic se razlikujejo tako močno, da sta verjetno nastala pri enem prehodu prisončja prej.
Možno je tudi, da nista povezana s kometom iz leta 1106, ampak s kometom, ki se je pojavil 50 let prej.
Podskupina I vsebuje tudi komete, ki so jih videli v letih 1695, 1880 (Veliki južni komet iz leta 1880) in 1887 (Veliki južni komet iz leta 1987), ter velika večina kometov, ki jih je opazil vesoljski observatorij SOHO.
Delitev blizusončevih kometov v dve podskupini kaže na to, da so nastali iz dveh starševskih kometov, ki sta nastala nekaj obhodov pred tem.
Eden izmed kandidatov za ta komet je komet, ki sta ga opazovala že Aristotel in Efor v letu 371 pr. n. št. Efor je celo napisal, da je videl, kako je komet razpadel na dva dela. Danes strokovnjaki ne verjamejo popolnoma Eforju, ker ni drugih pisnih virov, ki bi to opisovali.
Namesto tega verjamejo, da je eden izmed kometov, ki so se pojavili med 3. in 5. stoletjem (v letih 214, 426, 476) v resnici povzročil nastanek Kreutzove družine kometov.
Prvotni komet je moral biti izredno velik. Vejetno je imel premer okoli 100 km.
Čeprav so tirnice kometov dveh glavnih skupin precej različne, je vseeno možno, da je tudi komet iz leta 1680 povezan z Kreutzovo družino kometov.
Raziskave so pokazale, da je za komete z velikim naklonom tirnice in oddaljenostjo prisončja manj kot 2 a.e. skupni težnostni vpliv takšen, da zmanjšuje oddaljenost prisončja na zalo majhne vrednosti. Tako neka raziskava kaže, da ima Komet Hale-Bopp 15 % verjetnost, da bo v prihodnosti postal blizusončev komet.

## Opazovanja
Če je komet v prisončju med majem in avgustom, se lahko zgodi, da ga ne vidimo. Skozi notranji del Osončja lahko leti, ne da bi ga opazili, ker se v tem času nahaja za Soncem. Videli bi ga samo, če bi bil izredno svetel. Komet mrka v letu 1882 so opazili samo zato, ker sta časovno sovpadala popolni Sončev mrk in prehod kometa skozi prisončje.
Po letu 1995 je vesoljski observatorij SOHO odkril večje število blizusončevih kometov. Ta satelit lahko opazuje komete, ki so zelo blizu Sonca v kateremkoli času. Satelit omogoča vpogled v neposredno bližino Sonca.
V 80. letih dvajsetega stoletja so sateliti, ki so opazovali Sonce, odkrili večje število blizusončevih kometov. Satelit SOHO je odkril nekaj stotin teh kometov, od katerih imajo nekateri premer samo nekaj metrov. Okoli 83 % blizusončevih kometov, ki jih je odkril SOHO, pripada Kreutzovi družini kometov. Ostali pripadajo skupini občasnih blizusončevih kometov, ki pripadajo družinam kometov Meyer, Marsden ali Kracht 1 in Kracht 2.
Nebeden izmed kometov, ki jih je odkril SOHO, ni preživel prehoda prisončja. Mnogo jih je padlo tudi v Sonce ali pa so popolnoma izhlapeli.
Več kot 75 % kometov so odkrili ljubiteljski astronomi med opazovanjem, ki so ga prenašali tudi preko interneta. Nekateri ljubiteljski astronomi so odkrili tudi izredno veliko kometov (primer je Rainer Kracht iz Nemčije, ki je našel celo 144 kometov).
Do oktobra 2008 so našli že 1500 Kreutzovih blizusončevih kometov.
Opazovanja s satelitom SOHO so pokazala, da se blizusončevi kometi pojavljajo v parih z razliko nekaj ur. Ti pari so prepogosti, da bi bil to slučaj. Prav tako niso posledica razpada med predhodnim obhodom, ker bi bila njihova medsebojna razdalja večja.
Zaradi tega predvidevajo, da so razpadli daleč proč od prisončja. Pri mnogih kometih so opazili razpad daleč od prisončja. Izgleda kot, da se v bližini Sonca prične razpad, ki pa se nadaljuje v ostalem delu tirmice.
Število kometov, ki pripadajo podskupini I, je okoli štirikrat večje kot število kometov, ki jih prištevamo k skupini II. To kaže, da je prvotno telo razpadlo na dva neenaka dela.

## Bodočnost Kreutzove družine kometov
Kreutzove blizusončeve komete se bo lahko videlo še nekaj tisoč let. Njihove tirnice se bodo razpršile zaradi težnostnih vplivov večjih nebesnih teles. Bo pa družina prej popolnoma uničena, preden bo prišlo do velike razpršitve elementov tirnic.
Zadnji Kreutzov blizusončev komet se je videl leta 1970. To je bil Komet White-Ortiz-Bolelli. Ni možno oceniti verjetnosti, da bi se pojavil neki drugi Kreutzov blizusončev komet v bližnji prihodnosti. Ker se je v zadnjih 200 letih pojavilo 10 kometov, ki so bili vidni s prostim očesom, je zelo verjetno, da se bo pojavil kakšen nov svetel komet.